# Chalonnais (pays)
Le Chalonnais est un pays traditionnel français situé en Bourgogne-Franche-Comté. La ville principale est Chalon-sur-Saône.
Le Chalonnais est un regroupement de six communautés de communes et une communauté d’agglomération pour un total de 143 communes et près de 150 000 habitants.